# (612600) 2003 SM84
(612600) 2003 SM84 は、アモール群に属する地球近傍天体の1つである。
発見から長らく仮符号のみでの名称であったが、2022年3月28日に小惑星センター (MPC) が発行した小惑星回報「M.P.C. 139896」にて小惑星番号612,600番が付与された。近日点距離が 1.033 auと、地球軌道にほぼ接しており、頻繁に地球に接近するため、地球に衝突する潜在的な脅威を秘めている一方で、小惑星探査機を送り込むには都合のいい軌道を持っている。宇宙機を小惑星にぶつけ、地球に向かう小惑星の軌道を変えることができるか否かを検証することを目的とする欧州宇宙機関のドン・キホーテは、(612600) 2003 SM84 をアポフィスと共に候補天体に選定している。
(612600) 2003 SM84 は、1905年から2199年までの間に20回以上、地球から 0.1 au 以内の範囲に接近する。この期間内で最も地球に接近するのは2199年8月30日の約 686万 km（0.04584 au）である。